# Columba Marmion
El beat Columba Marmion nom de naixement Joseph Aloysius Marmion (Dublín, 1 d'abril de 1858 - Bèlgica, 1923) va ser monjo, sacerdot i tercer abat del Monestir de Maredsous.

## Infància i vocació
Nascut a Dublín, Irlanda, l'1 d'abril de 1858 en una família nombrosa molt devota (tres de les seves germanes van ser religioses), va ser batejat amb el nom de Joseph. Fa els seus estudis secundaris al Belvedere College dels jesuïtes de Dublín. Va ingressar al seminari als 16 anys [seminari d'Holy Cross), a la vora de Dublín. Va acabar els seus estudis a Roma al Col·legi de la Sacra Congregatio de Propaganda Fide. Durant el noviciat va prendre el nom de Columba, en honor de l'irlandès sant Columba. El seu primer contacte amb la vida monàstica va ser en un pelegrinatge a l'abadia de Montecassino. Va ser ordenat prevere el 1881 i abans d'ingressar a la vida monàstica es va dedicar a ensenyar filosofia.
Al seu retorn, passa per l'abadia de Maredsous, a Bèlgica, un monestir jove i dinàmic, recentment fundat (el 1872) per monjos vinguts de l'abadia de Beuron a Alemanya i va desitjar romandre allà. El seu bisbe, a Irlanda, no va acceptar la seva petició i ho va anomenar vicari a Dundrum, al sud de Dublín, a més a més de professor en el Gran Seminari d'Holy Cross (1882-1886) -a on ell havia realitzat els seus estudis-és a on s'inicia en la direcció espiritual.

## Arribada a Maredsous

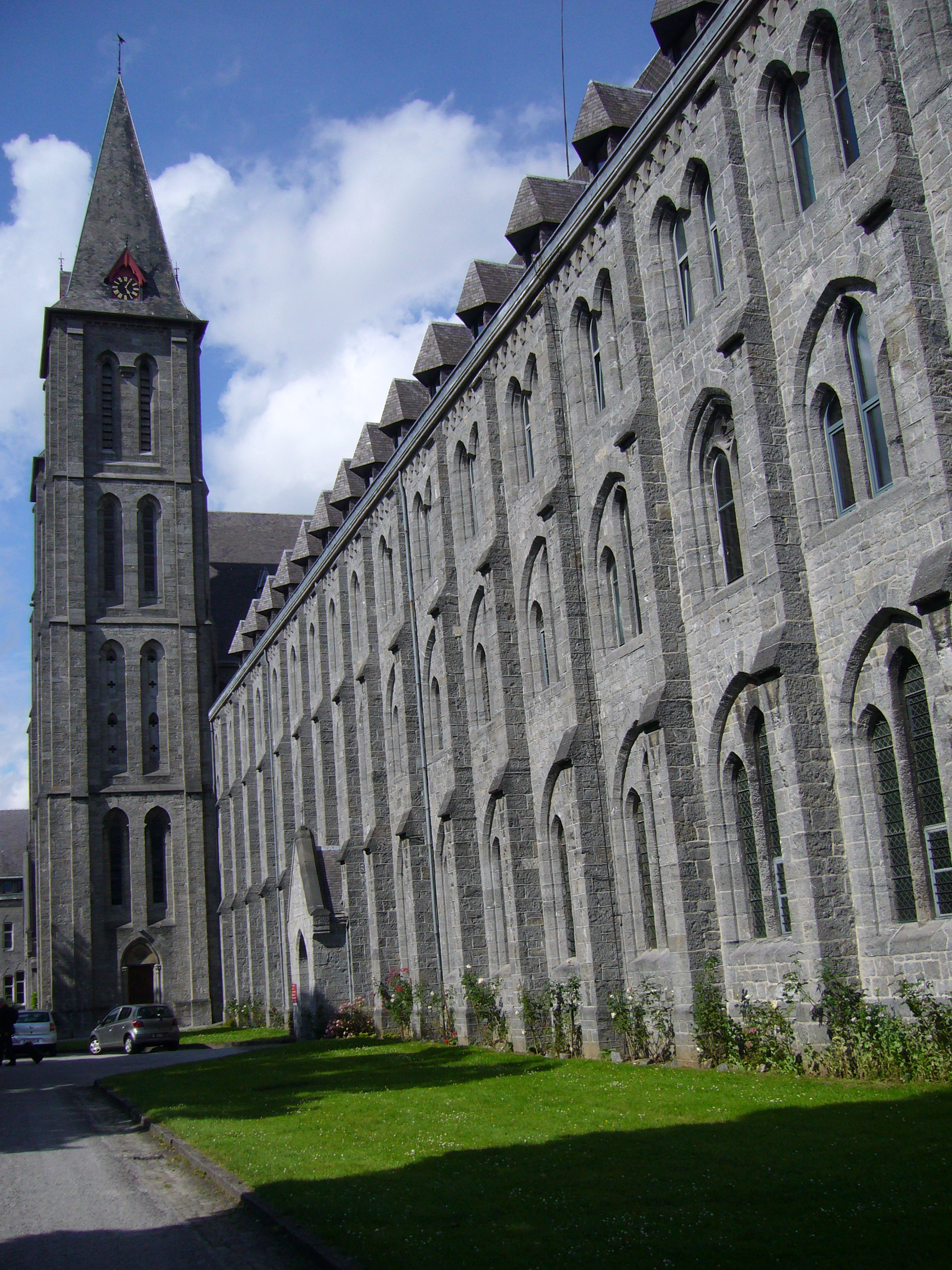
L'abadia de Maredsous.

De tota manera, va tornar a l'Abadia de Maredsous el 1886 sota l'aprovació del seu arquebisbe. Allà els seus començaments van ser laboriosos: ell tenia 30 anys, era sacerdot, va haver d'habituar-s] a una llengua i uns costums per a ell[alienes. Després de la seva professió solemne el dia 10 de febrer de 1891, Columba va tenir per funció ajudar el mestre de novicis, amb el qual no s'entenia bé, en moltes oracions a les parròquies de la zona.
El 28 de setembre de 1893 Hildebrand de Hemptinne, segon abat de Maredsous, va ser nomenat pel papa Lleó XIII el primer Abat Primacial de la Confederació benedictina i per aquest fet, va haver de renunciar al seu càrrec a l'abadia.
El setembre de 1909, Marmion va ser escollit tercer Abat de Maredsous, quedant a càrrec d'una comunitat de prop d'una centena de monjos, amb dues escoles i algunes publicacions, en particular la Revue bénédictine. Va adoptar com a lema: «Servir en lloc de dominar». Sota la seva conducció, el monestir va conèixer una època de gran esplendor espiritual i intel·lectual. Les vocacions van augmentar. Però Marmion no es va mostrar desinteressat per les qüestions temporals. Així, va fer equipar a l'abadia d'electricitat i de calefacció central, coses poc comunes en aquesta època als monestirs.

## Prior del Mont César a Lovaina
Va participar en la fundació de l'Abadia de Mont César, a Lovaina, el 1899 i va predicar retirs a Bèlgica i a Gran Bretanya. També, en aquesta època, va ser confessor del futur cardenal Désiré-Joseph Mercier, amb qui va fer amistat.
Va estar a càrrec de pesades responsabilitats: direcció de joves monjos en període d'estudis, professor de teologia, assessor espiritual d'altres convents (religioses carmelitanes), ajut per a la conversió al catolicisme de comunitats anglicanes del sud d'Anglaterra (Caldey i Milford Haven) i les pròpies de la seva tasca de prior.

## El monestir, Katanga i la guerra de 1914-1918
El govern belga havia demanat als monjos de Maredsous que es fessin càrrec de la missió de Katanga, regió al sud de Congo Belga. L'esperit missioner de Marmion sens dubte no hagués vacil·lat, però la comunitat va preferir consagrar-se a la recerca i la promoció de les fonts de la fe, en comptes de llançar-se a la tasca d'una evangelització directa. De tota manera, Marmion va prestar un ajut eficaç a aquesta missió, feta per l'abadia de Saint André a Bruges.
En explotar la Primera Guerra Mundial el 1914,Columba, tement el possible reclutament dels seus joves novicis, els envia a Irlanda mentre que ell continua la seva activitat de predicador i de director espiritual. En aquesta època escriu a un jove que es prepara per a l'ordenació: «La millor de les preparacions per a l'ordenació és viure cada dia en l'amor, per onsevulga que l'obediència i la Providència ens situïn».
Malgrat tot, la casa irlandesa, establerta a Edermine, no ho deixa del tot tranquil, perquè sent molt l'actitud dels joves novicis: «... He intentat guanyar-los per a la constància en l'oració, però fins al moment sense èxit. Ells són bons, però encara plens de confiança en si mateixos... Ells oposen la lletra del Dret Canònic a l'esperit de la Santa Regla». La casa d'Edermine va ser, d'altra banda, tancada el 1920.

## Monestir de la Dormició
Després de la Guerra, la necessitat de reemplaçar els monjos alemanys de Beuron, expulsats del seu Monestir de la Dormició i enviats a Jerusalem va fer somniar a l'abad Marmion amb una fundació de Maredsous a Terra Santa. Malgrat els seus esforços i els suports amb els quals es va veure recolzat, aquest somni no va aconseguir concretar-se mai, i els monjos alemanys van retornar a la Dormició.

## Darrers anys
Al costat del cardenal Mercier, el seu amic i confident, els seus últims anys domina espiritualment l'escenari belga i internacional. Testimoni d'això és, per exemple, la llarga visita que li fa, el 1920, la reina de Baviera (1876-1965). La seva esplendor es troba al punt màxima, malgrat la seva fatiga i d'un estat precari de salut.
El setembre del 1922 reemplaça el bisbe de Namur per al pelegrinatge diocesà al Santuari de Lourdes. A l'octubre del mateix any, presideix les festes en ocasió del cinquantenari de Maredsous, que ell va dirigir durant 35 anys. Cau malalt de grip el dia 30 de gener de 1923, i mor en el seu monestir murmurant «Jesús, José, Maria».

## Beatificació
Monsenyor Charue, bisbe de Namur, va acceptar instruir la causa de Columba Marmion. Així, els processos diocesans per a la beatificació del Serf de Déu van començar el 7 de febrer de 1957, i van acabar a Maredsous el 20 de desembre de 1961. Amb rapidesa se li atribueixen favors i miracles, el que ha justificat que, el 1963, es transportés el seu cos a l'església de l'Abadia de Maredsous i l'Església reconegués el caràcter miraculós d'una curació obtinguda sobre la seva tomba.
Columba Marmion ha estat beatificat el 3 de setembre de 2000 pel papa Joan Pau II, al mateix temps que:
- Joan XXIII, mort el 1963
- Pius IX, mort el 1878
- Tommaso Reggio, arquebisbe de Gènova, mort el 1901
- Guillaume Joseph Chaminade, mort el 1850

Després de la beatificació, Joan Pau II va dir:
«Marmion ens va llegar un autèntic tresor de doctrina espiritual per a l'Església del nostre temps. En els seus escrits ensenya un camí de santedat, senzill però exigent, per a tots els fidels, als quals Déu ha destinat, per amor, a ser els seus fills adoptius en Crist Jesús (cf. Efesis 1,5). Jesucrist, el nostre Redemptor i font de tota gràcia, és el centre de la nostra vida espiritual, el nostre model de santedat».
«Al llarg de tota la seva vida el beat Columba va ser un excepcional director espiritual, que va prestar atenció especial a la vida interior dels sacerdots i els religiosos. A un jove que es preparava per a l'ordenació li va escriure: "La millor preparació per al sacerdoci és viure diàriament amb amor on l'obediència i la Providència ens posen" (Carta del 27 de desembre de 1915)».
«Tant de bo que un ampli redescobriment dels escrits espirituals del beat Columba Marmion ajudi els sacerdots, els religiosos i els laics a créixer en la seva unió amb Crist i a donar testimoni fidel d'ell amb amor fervent a Déu i un servei generós als seus germans i germanes».

## Escrits
Gràcies a Raymond Thibaut, el seu secretari, l'ensenyament oral de Marmion s'ha conservat en format de tres llibres:
- Le Christ, vie de l'âme, publicat el 1917.
- Le Christ en ses mystères, publicat el 1919.
- Le Christ, idéal du moine, publicat el 1922.

Va escriure també prop de 1700 cartes, i un retir dedicat a religioses enclaustrades, a les quals va predicar algunes vegades: La unión con Dios en Cristo, segons les cartes de direcció espiritual de Marmión, Buenos Aires, 1939.